# Sierra de Gredos

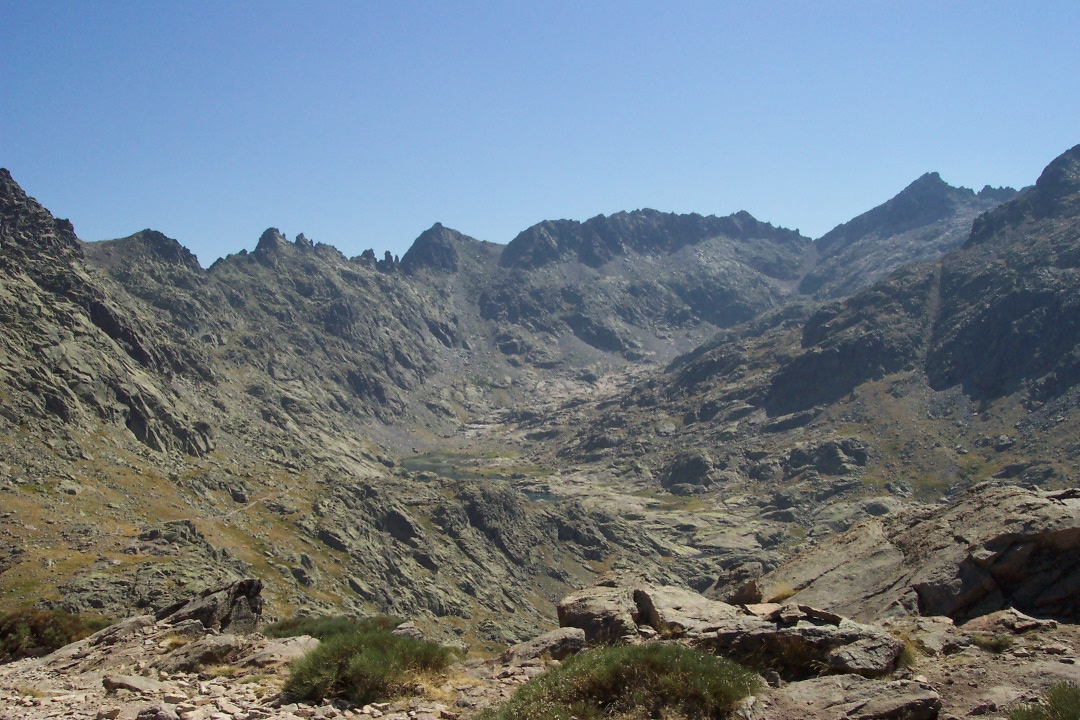
Circo de Gredos

De Sierra de Gredos is een bergketen in het midden van het Iberisch Schiereiland en is gesitueerd tussen Ávila, Cáceres, Madrid en Toledo. Het is uitgeroepen tot regionaal park (Parque Regional de la Sierra de Gredos). Het hoogste punt is de Pico Almanzor (2592m).
Het La Vera-gebied, tussen Plasencia, Barajas de Gredos en Arenas de San Pedro, in de Sierra de Gredos heeft veel "gargantas", mooie bergmeren. La Vera heeft een milder klimaat dan de rest van de bergketen waar de zomers erg heet kunnen zijn en gedurende de winter kunnen de hoger gelegen delen erg koud zijn.
Voor toeristen zijn er diverse accommodaties te vinden zoals campings, hotels en casa rurales.